# Portret Niny z Żółtowskich Łuszczewskiej
Portret Niny z Żółtowskich Łuszczewskiej – obraz olejny autorstwa Franciszka Ksawerego Lampiego, powstały w latach ok. 1825–1830, znajdujący się w kolekcji Muzeum Narodowego w Warszawie.

## Historia
Franciszek Ksawery Lampi zamieszkał w Warszawie w 1815 roku. Tworzył portrety kobiet z warszawskiej elity. Malował modelki ujęte w popiersiu lub w półpostaci, delikatnie idealizując ich wizerunek. Motyw muślinowych lub tiulowych welonów i szali zapożyczył od Jeana-Baptistego Isabey’a. Sportretowana kobieta to Magdalena z Żółtowskich Łuszczewska nazywana Niną, córka gen. Edwarda Żółtowskiego i Kazimiery ze Skoraszewskich (1781–1829). Portret tej ostatniej, autorstwa Lampiego, znajduje się w zbiorach Muzeum Narodowego we Wrocławiu (nr inw. MNWr VIII-3245).
Portret Niny Łuszczewskiej, matki pisarki Jadwigi Łuszczewskiej, powstał ok. 1825–1830 roku. Portretowana kobieta przedstawiona została w białej sukni w ujęciu półpostaci. Jest to portret olejny na płótnie o wymiarach 77,3 × 61,3 cm. Obraz nie jest sygnowany. Stanowi część zbiorów malarstwa polskiego do roku 1914 Muzeum Narodowego w Warszawie (nr inw. MP 2982 MNW)
.